# Jan Nowakowski (historyk literatury)
Jan Teofil Nowakowski (ur. 1 maja 1908 w Sosnowcu, zm. 11 kwietnia 1991 w Krakowie) – polski historyk literatury, literaturoznawca, profesor nauk humanistycznych.

## Życiorys
Urodził się w rodzinie inteligenckiej: jego ojciec Jan był urzędnikiem, a francuskiego pochodzenia matka, Janina, nauczycielką-romanistką. Gimnazjum ukończył w Sosnowcu. Od 1926 r. studiował filologię polską oraz filologię germańską na Uniwersytecie Jagiellońskim. W roku 1930 przebywał za granicą, studiując literaturę francuską na Uniwersytecie w Grenoble. W 1931 r. uzyskał tytuł magistra filologii polskiej na UJ. Jego promotorem był Ignacy Chrzanowski. W tymże roku podjął pracę jako nauczyciel w gimnazjum w Wołkowysku, gdzie uczył języków polskiego, łacińskiego i francuskiego, a ponadto historii, propedeutyki filozofii oraz wiedzy o Polsce współczesnej. Później przeniósł się do Brześcia nad Bugiem i w tamtejszej szkole pracował jako polonista.  W 1936 r. został dyrektorem biblioteki Kuratorium Okręgu Szkolnego Brzeskiego.
W okresie okupacji prowadził w Warszawie tajne komplety polonistyczne. Działał ponadto w Tajnej Organizacji Nauczycielskiej, a w okresie powstania warszawskiego zaangażował się w działania obrony cywilnej. Po upadku powstania przedostał się do Rabki i został na krótko aresztowany. Po zakończeniu działań wojennych i uwolnieniu zamieszkał w Krakowie, gdzie pracował jako nauczyciel w liceach im. św. Jacka oraz im. H. Sienkiewicza. W latach 1947–1950 pracował jako wizytator kuratoryjny szkół średnich. W 1950 r., za sprawą Wincentego Danka zatrudniony został w krakowskiej Wyższej Szkole Pedagogicznej. W 1951 r. pod kierunkiem Kazimierza Wyki uzyskał stopień doktora filozofii. W 1954 r. zdobył tytuł docenta, profesurę nadzwyczajną w 1962 r., a zwyczajną w 1971 r. W krakowskiej WSP sprawował liczne funkcje, takie jak:
- kierownik Katedry Literatury Polskiej (1954–1971)
- kierownik Zakładu Literatury Polskiej (1971–1976)
- dyrektor Instytutu Filologii Polskiej (1976–1978)
- dziekan Wydziału Filologiczno-Historycznego (1959–1963)[5]

W latach 1957–1960 był członkiem Rady Naukowej Instytutu Badań Literackich PAN, a także wieloletnim aktywnym członkiem krakowskiego oddziału PAN. Udzielał się jako członek licznych rad i towarzystw naukowych oraz społecznych, m.in. w komitecie redakcyjnym „Ruchu Literackiego” i „Rocznika Towarzystwa Literackiego im. Adama Mickiewicza”, Towarzystwie im. Marii Konopnickiej, Akademii Adama Mickiewicza w Bolonii czy Polskim Towarzystwie Współpracy Naukowej z Francją. Był członkiem Rady Wydawniczej „Prac Historycznoliterackich PAN”. Wypromował ponad 20 doktorów i kilkuset magistrów. W 1985 r. otrzymał tytuł doktora honoris causa WSP. Pochowany został na cmentarzu Rakowickim w Krakowie (kwatera XLVI-4-6).

## Zainteresowania naukowe
W kręgu jego zainteresowań badawczych znajdowały się m.in. literatura romantyczna i młodopolska, twórczość pisarzy francuskich, teatrologia. Badał przez wiele lat twórczość Stanisława Wyspiańskiego i opublikował wiele szczegółowych artykułów w tym zakresie. Pod wpływem Kazimierza Wyki skupiał się także na badaniach nad dziełami Teofila Lenartowicza. Spośród pisarzy francuskich szczególnie pogłębione badania naukowe prowadził Nowakowski nt.: Romaina Rollanda, Franciszka Rabelais'a, Honoré'a Balzaca i Émile’a Zoli. Badał ponadto wzajemne związki literatur polskiej i francuskiej. Jest również autorem licznych prac z zakresu metodyki nauczania akademickiego i kształcenia nauczycieli. Do grona jego uczniów należeli m.in. Bolesław Faron i Stanisław Żak.

## Publikacje
- Przymierze z Ziemią. Ochrona przyrody a wychowanie, Kraków 1946.
- Historia literatury powszechnej i polskiej na tle dziejów kultury z wypisami. Rok 2. Literatura XIX wieku, Warszawa 1949 (wraz z Kazimierzem Kosińskim).
- Spór o Zolę w Polsce. Z dziejów pozytywistycznej recepcji naturalizmu francuskiego, Wrocław 1951.
- Teofil Lenartowicz i jego poezja, Kraków 1970[16] .

## Ordery i odznaczenia
- Krzyż Komandorski Orderu Odrodzenia Polski (1977)
- Krzyż Kawalerski Orderu Odrodzenia Polski (1961)
- Złoty Krzyż Zasługi (1955)
- Srebrny Wawrzyn Akademicki (7 listopada 1936)[17]
- Medal Komisji Edukacji Narodowej (1975)
- Odznaka tytułu honorowego „Zasłużony Nauczyciel PRL” (1973)
- Złota Odznaka „Za Pracę Społeczną dla Miasta Krakowa” (1985)[8]